# Lãnh nghị chính

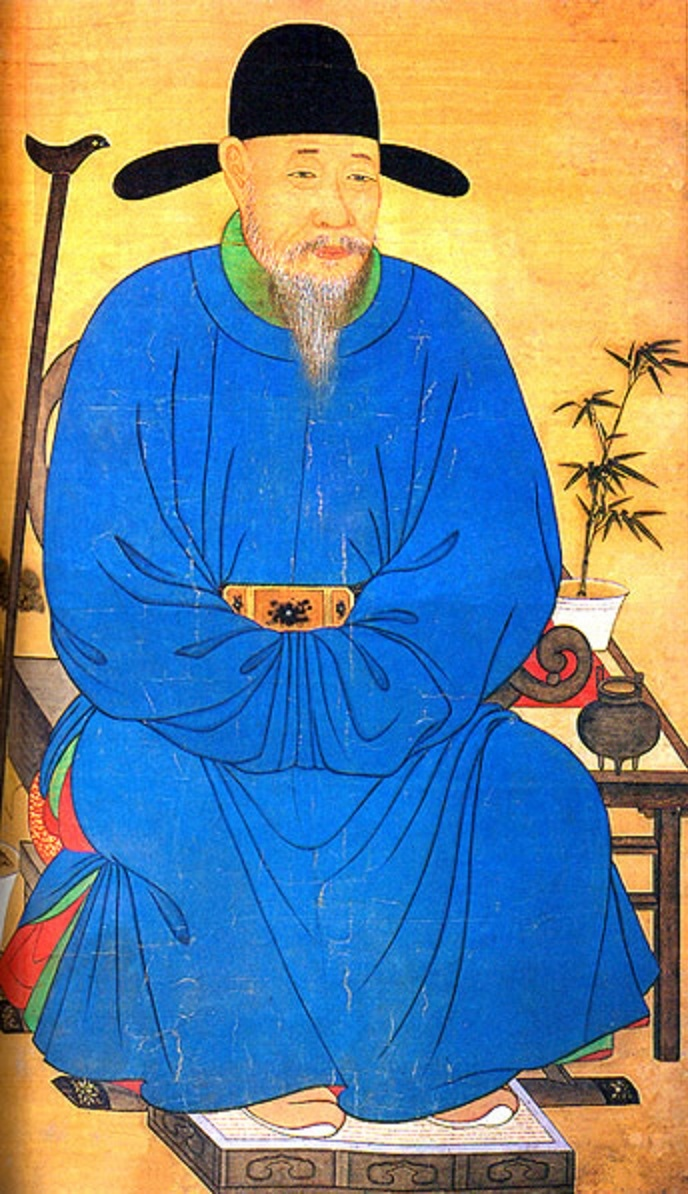
Lãnh nghị chính thời Triều Tiên Thế Tông - Ha Yeon (Hà Diễn).

Lãnh nghị chính (chữ Hán: 領議政; Hangul: 영의정, Yeonguijeong), thông xưng Lãnh tướng (領相; 영상, Yeongsang), là chức quan cao cấp nhất trong triều đình nhà Triều Tiên, đứng đầu Nghị Chính phủ (議政府; 의정부, Uijeongbu) .
Vị trí của Lãnh tướng rất cao, đứng đầu bách quan, hàm Chính nhất phẩm, nếu đối chiếu ra thì có thể xem là Tể tướng của nhà Triều Tiên hay Thủ tướng trong nền chính trị quân chủ lập hiến hiện tại. Bên dưới Lãnh tướng còn có Tả Nghị chính và Hữu Nghị chính, gộp lại với Lãnh tướng được gọi là Tam công, hay Tam Chính thừa (三政丞).
Từ năm 1894, do ảnh hưởng từ Nhật Bản, chức vụ này đổi thành Tổng lý Đại thần (總理大臣).